# 트라우마 (2018년 영화)
트라우마(Back Roads)는 미국에서 제작된 알렉스 페티퍼 감독의 2018년 드라마 영화이다. 알렉스 페티퍼 등이 주연으로 출연하였고 마이클 오호벤 등이 제작에 참여하였다.

## 출연

### 주연
- 알렉스 페티퍼

### 조연
- 제니퍼 모리슨
- 니콜라 펠츠
- 로버트 패트릭
- 줄리엣 루이스
- 준 캐릴
- 할라 핀리
- 키아라 오렐리아

## 제작진
- 미술: 마고 러스트
- 세트: 안젤라 게일 슈로더
- 의상: 제이미 본
- 배역: 마크 베넷